# Парламентские выборы во Франции (1830)
Парламентские выборы во Франции 1830 года проходили 5 июля (первый тур) и 13 и 19 июля (второй тур). Таким образом, эти выборы стали фактически первыми выборами времён новой либеральной монархии, так как второй тур проходил уже после Июльской революции. Избирательным правом обладали только налогоплательщики.

## Результаты
| Партия      | Места |
| ----------- | ----- |
| Орлеанисты  | 274   |
| Легитимисты | 143   |
| Всего       | 430   |